# Ølandsbroen
Ølandsbroen (svensk: Ölandsbron) er en svensk bro mellem Kalmar på det svenske fastland og den svenske ø Öland i Østersøen.
Der var i mange år planer om en fast forbindelse mellem Öland og fastlandet, som medførte mange lovforslag og udredninger. Det første konkrete forslag blev fremlagt i 1932. Først den 18. november 1966 fastlagde regeringen en plan for opførelser af store broer, og i denne plan indgik Ölandsbron. Det første spadestik blev taget af kommunikationsminister Svante Lundkvist den 30. december 1967. Broen blev indviet den 30. september 1972, og var på det tidspunkt Europas længste bro.
Ölandsbron er 6.072 meter lang, har en gennemsejlingshøjde på 36 meter og en fri bredde på 13 meter. Det højeste punkt på broen er 41,69 meter, og den laveste højde er 6,65 meter. Broen er bygget af armeret beton i 155 brofag, hvoraf højbrodelen består af 6 brofag der hver er 130 meter lange.
Broen er Sveriges længste som udelukkende befinder sig på svensk territorium. Øresundsbroen er længere, men den er delt mellem Danmark og Sverige, og den del der befinder sig i Sverige (5,3 km) er kortere end Ölandsbron.
56°40.528′N 16°24.806′Ø / 56.675467°N 16.413433°Ø